# Orljonok

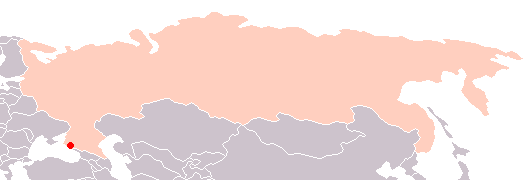
Locatie van Orljonok in Rusland

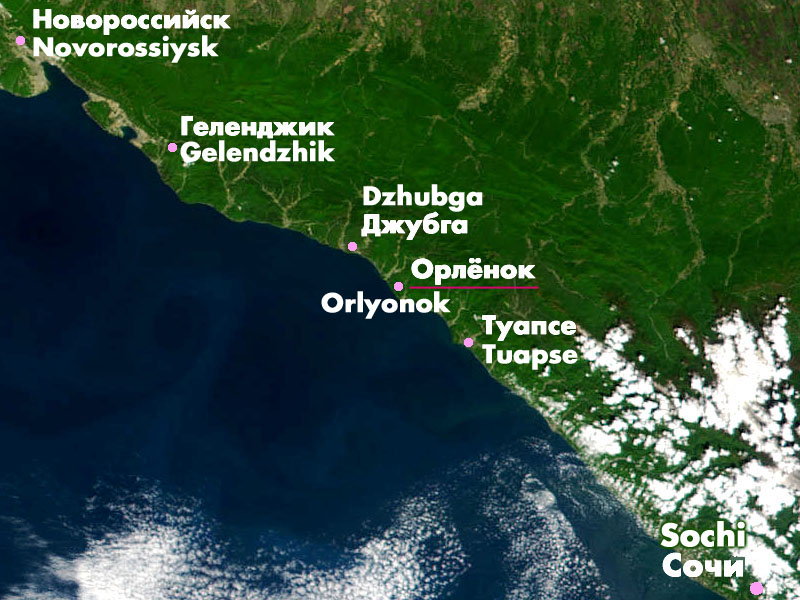
Location Orlyonok in Black Sea coast

Orljonok (Russisch: Орлёнок, adelaarsjong) was een van de belangrijkste Sovjet Jonge Pionierskampen ten tijde van de Sovjet-Unie en is tegenwoordig het belangrijkste kindercentrum van Rusland. De Raad Van Ministers van de RSFSR nam op 27 maart 1959 het besluit tot stichting van dit complex. Het werd daarop opgericht op 12 juli 1960 aan de noordoostelijke Zwarte Zeekust bij de stad Toeapse in kraj Krasnodar.
Orljonok was een Jonge Pionierskamp, dat was bedoeld voor de kinderen uit de RSFSR, die goede studieresultaten behaalden, prijswinnaars waren van verschillende studentolympiades, -wedstrijden, -sportcompetities of belangrijke Komsomol of Jonge Pionierorganisatieactivisten waren.
In 1960 verbleven er 520 kinderen en na een groeiperiode waren er in 1973 al 150.000 kinderen die er voor vakantie hadden verbleven en het aantal kinderen per jaar steeg tot 17.000. Het terrein van Orljonok omspande 3 km². Op het terrein stonden 60 gebouwen, waaronder het Jonge Pionierpaleis (met een winterzwembad gevuld met zeewater en een bioscoop), een middelbare school, een medisch gebouw, het Museum voor Vliegtuig en Kosmonautica, een observatorium voor astronomie (sterrenwacht), een sportstadion; een groot aantal kinderspeelplaatsen en een wintersporthal. Er waren meer dan 200 hobbygroepen (50 verschillende soorten), voornamelijk op het gebied van polytechniek, sporten en esthetica. Orljonok had haar eigen passagiersschip, 45 jachten, een groot aantal motorboten en roeiboten.

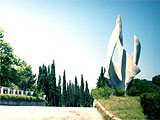
Orlyonok

Begin jaren 90 viel door het uiteenvallen van de Sovjet-Unie ook de Jonge Pioniersorganisatie van de Sovjet-Unie uiteen. Hierop liep de populariteit van Orljonok sterk terug, maar sinds het begin van de 21e eeuw neemt deze weer toe. Dit is een gevolg van het feit dat veel mensen in Rusland beginnen in te zien dat het fenomeen van de Jonge Pionierskampen in zijn werking een goed concept was. Tussen 1960 en 2004 verbleven 800.000 kinderen. Tegenwoordig komen er ongeveer 19.500 kinderen per jaar.

## Zie ook

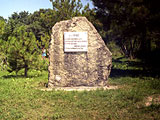
Orlyonok